# Золотий годинник
«Золотий годинник» — радянський художній фільм 1968 року, знятий на Одеській кіностудії.

## Сюжет
Двадцяті роки. Розпал НЕПу і безпритульних. Безпритульний Петька на прізвисько «Валет» вкрав золотий годинник, але незабаром після цього потрапляє в дитячий будинок. Тоді він вирішує закопати годинник, а при першому ж зручному випадку відкопати і втекти разом з ними. Але події, що відбулися змінюють характер хлопчака. У дитячому будинку він пізнає ціну людської доброти, теплоти і турботи, радість дружби, взаємовиручки і вірності. Зрештою Петька повертає годинник його власнику.

## У ролях
- Андрій Никонов — Петька «Валет»
- Олег Шорін — Миронов
- Віктор Глазирін — Фарфель
- Микола Пиркін — П'ятаков
- Наталія Антошкина — Наташа Кудеяр
- Віктор Коршунов — Федір Іванович, директор дитбудинку
- Олексій Смирнов — Семен Семенович Кудеяр
- Савелій Крамаров — міліціонер Ткаченко
- Віктор Халатов — Рудольф Карлович, лікар в дитбудинку
- Борис Юрченко — начальник пікету міліції
- Галина Бутовська — торговка пампушками
- Анатолій Корнілов — міліціонер
- Віктор Плотников — епізод
- Юрій Величко — вчитель
- Л. Клеманова — вчителька
- Михайло Васильєв — биндюжник
- Андрій Думініка — службовець дитячої колонії

## Знімальна група
- Режисер — Марк Толмачов
- Сценарист — Леонід Пантелєєв
- Оператор — Микола Ільчук
- Композитор — Микита Богословський
- Художник — Олександра Конардова